# Bersteland
Bersteland es un municipio situado en el distrito de Dahme-Bosque del Spree, en el estado federado de Brandeburgo (Alemania), a una altitud de 50 metros. Su población a finales de 2016 era de unos 900 habs. y su densidad poblacional, 30 hab/km².